# Festival international du film de Moscou 2023
Le Festival international du film de Moscou 2023 (russe : Московский международный кинофестиваль 2023), 45e édition du festival, se déroule du 21 au 27 avril 2023.

## Jury

### Compétition principale
- Rahul Rawail (président du jury) : réalisateur indien
- Samal Iesliamova : actrice kazakhe
- Alexeï Gouskov : acteur russe
- Ciro Guerra : réalisateur et scénariste colombien
- Svetlana Ivanova : actrice russe

## Sélection

### Compétition principale
11 films sont annoncés en compétition principale :
- Premier amour (Первая любовь) de Svetlana Proskourina  Russie
- Tres hermanos de Francisco Joaquín Paparella  Argentine  Chili
- Phi 1.618 de Theodore Ushev  Bulgarie  Canada
- Luna negra (es) de Tonatiuh García Jiménez  Mexique
- Kono hibiga naidara (この日々が凪いだら) de Yutaka Tsunemachi  Japon
- Los de abajo (es) d'Alejandro Quiroga  Bolivie  Colombie  Brésil  Argentine
- 14+ : Suite (14+: Продолжение) d'Andreï Zaïtsev  Russie
- La Mariée du mort (Mireasa mortului) de Cornel Gheorghita  Roumanie
- Trag divljači (sr) de Nenad Pavlović  Serbie
- Peyarar Subash (bn) (পেয়ারার সুবাস) de Nurul Alam Atique (bn)  Bangladesh[2]

### Premières russes
- Brouillard (Туман) de Natalia Gougouïeva
- Clémence (Помилование) d'Aïnour Askarov
- Le Pays de la lune brisée (Край надломленной луны) de Svetlana Samochina
- Unité de Montevideo (Единица Монтевидео) de Tatiana Lioutaïeva
- Ada (Ада) de Stanislav Svetlov
- Attirance secrète (Тайное влечение) de Stassia Tolstaïa
- Une tête en fer-blanc (Голова-жестянка) d'Ivan Kapitonov

### Film d'ouverture
- Trois Minutes de silence de Boris Khlebnikov  Russie

### Film de clôture
- 42 segundos (es) de Dani de la Orden et Alex Murrull  Espagne

## Palmarès

### Compétition principale
- Grand Prix : Tres hermanos de Francisco Joaquín Paparella[3]
- Prix spécial du jury : Phi 1.618 de Theodore Ushev
- Prix du meilleur réalisateur : Tonatiuh García Jiménez pour son film Luna negra (es)
- Prix de la meilleure actrice : Kaho Seto dans Kono hibiga naidara (この日々が凪いだら) de Yutaka Tsunemachi
- Prix du meilleur acteur : Fernando Arze dans Los de abajo (es) d'Alejandro Quiroga
- Compétition des 'Premières russes' : Le Pays de la lune brisée (Край надломленной луны) de Svetlana Samochina[4]

### Prix spécial
- Prix Stanislavski : Irina Kouptchenko